# Carolinaia hillerislambersi
Carolinaia hillerislambersi är en insektsart. Carolinaia hillerislambersi ingår i släktet Carolinaia och familjen långrörsbladlöss. Inga underarter finns listade i Catalogue of Life.